# Vitosja
Vitosja (bulgariska: Витоша) är ett bergsmassiv utanför Sofia i  Bulgarien. Platsen är känd för vandring, bergsbestigning och skidåkning. Sedan 1935 finns här en meteorologisk station.
Större delen av massivet ingår i Vitosja naturpark.